# Шмаков, Дмитрий Сергеевич
Дмитрий Сергеевич Шмаков (родился 12 июля 1966 года) — советский и российский регбист, выступавший на позициях полузащитника (номера 9 и 10), мастер спорта СССР (1986). После завершения игровой карьеры — спортивный телекомментатор, спортивный директор Федерации регби России.

## Биография
Проживал в Москве на Ленинском проспекте с родителями и семьёй тёти. Муж тёти — Харий Швейц, мастер спорта СССР и игрок регбийного клуба «Фили», в прошлом легкоатлет. Позже семья переехала в Зеленоград.
В регби Дмитрий пришёл в 1978 году в числе первого набора юных регбистов  тренерами Зеленоградской детской школы «Зенитовец» -  Владимира Евдокимова и Владимира Аненкова.
Выступал за команду «Зенитовец» в 1978—1984 и 1989 годах, а также за «Фили» в 1985—1986 годах. Бронзовый призёр чемпионата СССР 1986 года в составе «Филей». 
Срочную службу проходил в рядах Советской армии в РВСН. Старшина запаса. Был другом вратаря футбольного ЦСКА Михаила Ерёмина и присутствовал на его последнем матче в финале Кубка СССР 1991 года 23 июня, ровно за сутки до автокатастрофы, от последствий которой Ерёмин скончался в больнице.
С 1999 года — сотрудник Федерации регби России. В 2003 году телеканал 7ТВ пригласил группу спортсменов -регбистов комментировать матчи Кубка Мира по регби в Австралии. кторыц показали впервые на российском телевидении. Шмаков Д. С. работал комментатором на групповом этапе Кубка мира вместе с коллегами-регбистами Бобровым В. В., Перцовым П., Дмитриевым Ю., Берзиным П. А. С 2006 года начал сотрудничать с каналом «Спорт», где вместе с Алексеем Поповым, имевшим неофициальный титул «голос российской Формулы-1», начал работать спортивным комментатором. С Алексеем Поповым связывает крепкая дружба. На телеканале «Спорт» комментировал матчи Кубков мира по регби 2003, 2007 (из Парижа матчи за третье место и финал, вместе с Алексеем Поповым), 2011, 2015, 2019 годов, с 2006 года все матчи игры Кубка четырёх наций и Кубка шести наций, работал на всех этапах Гран-при серии по регби-7, на кубках Мира по регби-7, на этапах Мировой серии по регби-7. Продолжил работать комментатором по регби на телеканале «Матч» с 2015 года. С момента образования в 2005 году в структуре Союза регбистов России должности спортивного директора (впоследствии Федерации регби России) работал на этой должности до 2018 года. В 2018 году перешел на должность коммерческого директора Федерации регби России, в которой работал до 2019 года. С 9 апреля 2019 года — назначен спортивным директором Российской регбийной Премьер-лиги. Был одним из разработчиков нового логотипа Премьер-лиги. С 2020 года работает Директором Благотворительного фонда поддержки ветеранов регби «Регбиветеран».